# NGC 948
NGC 948 ist eine Balken-Spiralgalaxie vom Hubble-Typ SBc im Sternbild Cetus südlich des Himmelsäquators. Sie ist schätzungsweise 200 Millionen Lichtjahre von der Milchstraße entfernt und hat einen Durchmesser von etwa 85.000 Lichtjahren. 

Im selben Himmelsareal befinden sich u. a. die Galaxien NGC 942, NGC 943, NGC 945, IC 230.
Das Objekt wurde am 1. November 1886 von Lewis Swift entdeckt.